# 王清霜
王清霜（1922年—），出生於臺中市神岡區，臺灣漆藝家、工藝家，曾隨顏水龍於南投草屯創辦南投縣工藝研究班。一生專注精進漆工藝技術、推廣漆工藝教育與漆藝創作，尤以繁複的高蒔繪技法著稱。

## 生平
王清霜1922年（日治大正11年）出生於臺中神岡，十六歲進入私立臺中工藝專修學校漆工科就讀，1941年畢業時因成績優異，獲當時私立臺中工藝專修學校校長山中公推薦赴日本內地深造，白天就讀東京美術學校（今東京藝術大學），接受和田三造、羽野禎三、河面冬山的指導，夜間至東京圖案專門學院、精華美術學院學習繪畫，並利用週日向黑岩淡哉學習雕塑，奮勉勤學中奠定良好基礎。
1944年回國後先後任職於私立臺中工藝專修學校、手工業推廣中心，1952年受南投縣長邀請與顏水龍於南投草屯創設「南投縣工藝研究班」（今國立臺灣工藝研究發展中心）。
1959年，王清霜創立美研工藝社（初設於臺中，後遷至南投，美研工藝股份公司的前身），他擅長以高蒔繪技法製作華麗精緻的漆器，認為工藝生產需兼具「設計、技術、瞭解市場」三要件方能維持。
王清霜自16歲迄今逾八十年專注於漆藝創作與教育推廣，其堅持感染家族及後代，一家三代均投入漆工藝製作與漆藝創作，為臺灣重要的漆藝世家。

## 榮譽

### 中华民国勋章奖章
- 二等景星勋章（2016年5月4日于台北总统府颁授[6]）

### 外国勋章奖章
- 旭日双光章（日本，2023年4月29日公布[7]）

### 奖项
- 2007年 國家工藝成就獎
- 2010年 重要傳統藝術保存者
- 2014年 第三屆國家文化資產保存獎 （页面存档备份，存于）
- 2022年 第41屆行政院文化獎

## 作品
- 〈豐收〉（漆畫，2001）[2]
- 〈松鶴延年〉（漆器，2003）[2]
- 〈玉山〉（漆畫，2007）[3]
- 〈桐林瑞梅〉（漆畫，2017）[8]

## 作品集
1. 王清霜. . 臺中市 : 大墩文化中心，2017. ISBN 978-986-05-3183-1.
2. 林登讚總編輯. . 南投縣草屯鎮 : 臺灣工藝研究所， 2006. ISBN 978-986-00-5627-3.
3. 王清霜. . 臺中縣 : 中縣文化，2001. ISBN 978-957-02-9138-4.
4. 林美臣， 洪文珍， 王賢民. . 南投縣草屯鎮 : 臺灣工藝研究所， 2001. ISBN 978-957-02-9441-5.